# Peliosis hepatis
Peliosis hepatis, prosowate wylewy krwawe wątroby – rzadka zmiana chorobowa wątroby, związana z poszerzeniem naczyń zatokowych. Związana jest najczęściej ze stosowaniem sterydów anabolicznych, rzadziej doustnych środków antykoncepcyjnych oraz danazolu. Patogeneza jest nieznana. Zmiana zwykle nie manifestuje się klinicznie, nawet w zaawansowanych zmianach, lecz może mieć groźne dla życia powikłania, np. krwotok do jamy brzusznej lub niewydolność wątroby. Po zaprzestaniu stosowania leków zmiany krwotoczne ustępują.